# Dinero negro

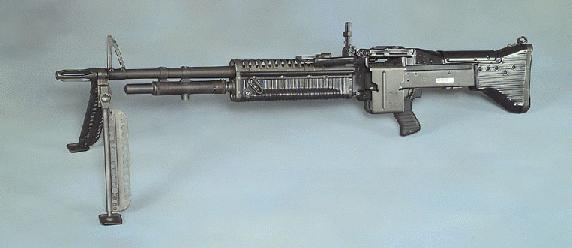
En la imagen una Ametralladora de los Estados Unidos, Calibre 7,62 mm, M60. El tráfico de armas constituye una las actividades que mueven más dinero negro junto con el tráfico de drogas y la trata de personas para explotación laboral y sexual.

Dinero negro, dinero gris, dinero sucio o dinero B es el dinero, ya sea efectivo o bancario, que no ha sido declarado a Hacienda.

## Dinero negro y dinero gris
El dinero negro puede tener dos orígenes:
- Dinero negro propiamente dicho (también llamado en ocasiones dinero sucio) es el que procede de actividades ilegales (como el tráfico de armas, narcotráfico, trata de personas, prostitución, apuestas ilegales, contrabando, extorsión, etc.) y no es declarado a hacienda. La mera existencia de dinero negro va a suponer un indicio del ejercicio de actividades ilegales. Así, los delincuentes que poseen una riqueza inexplicable, intentan blanquear el capital ilegal incluso con el objetivo de pagar los impuestos correspondientes y así poderlo utilizar como si fuera procedente de una actividad lícita.[2]

- Dinero gris, dinero negro en un sentido amplio, es aquel que aun teniendo un origen legal -por desempeño de un trabajo, venta de bienes, etc.- no se ha declarado y por tanto no paga los impuestos correspondientes a Hacienda. Los tenedores cometen delito fiscal por elusión fiscal, evasión de impuestos para lo que se utilizan paraísos fiscales, empresas interpuestas, sociedades pantalla y otros muchos procedimientos financieros.[2]

## Blanqueo de capitales
Para el lavado de dinero se hace necesaria la colaboración y participación de las entidades bancarias y firmas financieras que colaborían en la delincuencia financiera internacional. El secreto bancario que pretende proteger la privacidad es una de las causas del fraude bancario. El dinero en metálico facilita la comisión de delitos y por tanto la tenencia de dinero negro si bien la economía globalizada permite la existencia de delitos cometidos con depósitos bancarios en cuentas en paraísos fiscales y también en estados considerados fiscalmente legales.
La guerra al efectivo de las autoridades bancarias y estatales pretende reducir la masa monetaria para así poder controlar mejor los movimientos de capitales.